# 九龍巴士286X線
九龍巴士286X線是香港一條新界市區巴士路線，循環來往顯徑及深水埗，途經隆亨邨、新翠邨、大圍、香粉寮（美田邨、美林邨）、青沙公路、深水埗及長沙灣後，取道青沙公路返回大圍。
本路線於2012年12月1日起投入服務，取代86B線，成為首條途經青沙公路（長沙灣至沙田段）的全日專利巴士路線，亦成為該路段首條循環巴士路線。
本線於2015年6月15日起另設輔助線286P，逢星期一至五上午由美松苑單向開往荔枝角站。

## 歷史
本路線在《2012-2013年度沙田區巴士路線發展計劃》中提出，以取代86B線，提供顯徑邨、隆亨邨、新翠邨、大圍一帶特快來往西九龍的巴士服務，取道青沙公路往返，來回程繞經美田邨及美林邨。
本路計劃於青沙公路設置巴士轉乘站，方便乘客互轉本線及其他途經青沙公路往來的九巴路線。原本擬於2012年第三季與重組自87A線之287X線一併投入服務，但後者未能如期實行，因此本線開辦時未能提供轉乘優惠，亦未有停靠青沙公路收費廣場。（最終287X線於2014年8月23日開辦，但同樣未有停靠青沙公路收費廣場。）

### 簡史
- 2012年12月1日：86B線大幅改動行車路線，來回程改經青沙公路（沙田段）而不經大埔公路金山段，並改為循環運作，離開青沙公路（南行）後經連翔道、欽州街、元州街、興華街、長沙灣道、青山道（饒宗頤文化館）及青沙公路（北行）後返回原有路線，來回程並繞經美田邨及美林邨，路線編號改稱286X（即本線）[3][6][7]。
- 2013年2月3日：因青沙公路有緊急道路工程，當天所有本線的巴士回程需要臨時改經城門隧道前往顯徑[8][9]。
- 2013年4月8日：逢星期一至五增設一班特別班次於07:55由顯徑開出，離開美田路海福花園站後，直接進入青沙公路往深水埗，不經美田邨及美林邨[10]。
- 2015年1月10日：增停青沙公路轉車站，並增設與其他途經青沙公路巴士路線的轉乘優惠。
- 2015年3月21日：286X線增設到站時間預報。[11]
- 2015年6月13日：實施以下改動[12][13]：
  - 改經長沙灣道，不再經元州街及興華街。
  - 不再停靠欽州街近深水埗警署之巴士站，並改停深水埗（欽州街）巴士總站。
  - 往深水埗方向加停積運街分站。
  - 往顯徑方向不再繞經大圍站公共運輸交匯處。
  - 星期一至五（星期六、日及公眾假期除外）往九龍方向不經美田邨及美林邨之特別班次擴展至07:15-08:15，同日起開辦特別路線286P，以代替286X原有在美田邨及美林邨的服務。
- 2015年6月27日：286P線增設到站時間預報。[14]
- 2021年10月11日：286X提早頭班車至05:30。[15]
- 2023年10月16日：286P線調整開出時間為07:20、07:35、07:50、08:05及08:20。

## 服務時間及班次
286X
| 顯徑開           | 顯徑開      | 顯徑開       |
| 日期             | 服務時間    | 班次（分鐘） |
| ---------------- | ----------- | ------------ |
| 星期一至五       | 05:30-06:30 | 20           |
| 星期一至五       | 06:30-07:00 | 15           |
| 星期一至五       | 07:15-08:15 | 15           |
| 星期一至五       | 08:30-09:30 | 15           |
| 星期一至五       | 09:30-13:30 | 20           |
| 星期一至五       | 13:30-15:45 | 15           |
| 星期一至五       | 15:45-16:45 | 12           |
| 星期一至五       | 16:45-18:05 | 10           |
| 星期一至五       | 18:05-19:05 | 12           |
| 星期一至五       | 19:05-19:35 | 15           |
| 星期一至五       | 19:35-21:55 | 20           |
| 星期一至五       | 21:55-00:00 | 25           |
| 星期六           | 05:30-07:30 | 20           |
| 星期六           | 07:30-16:15 | 15           |
| 星期六           | 16:15-18:25 | 13           |
| 星期六           | 18:25-21:40 | 15           |
| 星期六           | 21:40-22:20 | 20           |
| 星期六           | 22:20-00:00 | 25           |
| 星期日及公眾假期 | 05:30-07:35 | 25           |
| 星期日及公眾假期 | 07:35-11:15 | 20           |
| 星期日及公眾假期 | 11:15-17:15 | 15           |
| 星期日及公眾假期 | 17:15-21:55 | 20           |
| 星期日及公眾假期 | 21:55-00:00 | 25           |

- 註：啡字班次不停靠積輝街、美田邨及美林邨巴士站，在此段時間內於美田邨及美林邨前往深水埗及長沙灣的乘客請改乘286P線。

286P
- 美松苑開：
  - 星期一至五：07:20、07:35、07:50、08:05、08:20

286P線逢星期六、日及公眾假期不設服務

## 收費
286X/286P
全程：$7.8
- 過沙田嶺隧道後往顯徑：$6.4（只適用於286X線）
- 美田路往顯徑：$5.2（只適用於286X線）

| - 本線設有12歲以下小童及65歲或以上長者半價優惠。 - 65歲或以上香港居民使用「樂悠咭」，以及12歲以下合資格殘疾兒童使用「殘疾人士身份」個人八達通繳付車資，均可享有每程$2.0或半價（以較低者為準）的票價優惠；12至64歲合資格殘疾人士使用「殘疾人士身份」個人八達通（包括「樂悠咭」），以及60至64歲香港居民使用「樂悠咭」繳付車資，均可享有每程$2.0或全費（以較低者為準）的票價優惠。 - 65歲或以上長者如使用長者或一般個人八達通繳付車資，則只可享有半價優惠；12至64歲合資格殘疾人士如不使用「殘疾人士身份」個人八達通，以及60至64歲人士如不使用「樂悠咭」繳付車資，必須繳付全費。 - 乘客可以現金或八達通於上車時付款，不設找續。 - 每位成人乘客可免費攜帶最多兩名4歲以下而不佔座位的兒童乘客乘車，超額之4歲以下小童必須繳付小童車費乘車。 - 持有「九巴月票」之乘客在車票有效期內，每日可享最多10程任何九龍巴士及龍運巴士路線（包括本路線，以及聯營路線的九龍巴士／龍運巴士提供的班次；惟乘搭機場「A」及「NA」線則可享原價二七折優惠（不會計算每天10次合資格車程））；而B1線則每日可享最多各2程（不會計算每天10次合資格車程）。 - 九龍巴士、城巴、龍運巴士及陽光巴士全職員工及家屬（不包括外判職員）可免費乘搭本路線，惟必須拍職員或職員家屬八達通。 - 乘客亦可透過多元化電子支付系統（e度嘟）繳付車資，包括使用非接觸式VISA卡、JCB卡、萬事達卡、銀聯卡、美國運通、大來國際、Discover Card、Apple Pay、Google Pay、Samsung Pay、AlipayHK「易乘碼」、支付寶、WeChatHK／微信支付「搭車碼」、銀聯雲閃付「乘車碼」及BOC Pay「乘車碼」。乘客使用此付款方式，使用此支付方式的乘客可享有中途下車之分段收費，以及與其他九巴／龍運獨營路線或聯營線九巴／龍運班次之轉乘優惠，惟不適用於與非九巴／龍運路線之轉乘優惠，亦不能享有「公共交通費用補貼計劃」及「長者及合資格殘疾人士公共交通票價優惠計劃」。 |

### 八達通轉乘優惠
乘客登上本線後150分鐘內以同一張八達通卡轉乘以下路線，或從以下路線登車後150分鐘內以同一張八達通卡轉乘本線，次程可獲車資折扣優惠：
286X←→82D、281、283，次程可獲$4.2折扣優惠。
- 286X往顯徑 → 82D往白石角、281往新田圍或283任何方向
- 82D、281往大圍站、283任何方向 → 286X往深水埗

286P/286X←→青沙公路路線
- 286P/286X往九龍 → 287P往旺角或287X往佐敦，次程車資全免
- 286P/286X往九龍 → 38B往海濱花園、240X往葵興站、249X往青衣站、270B往奧運站、270D往深水埗、270P九龍站、272E往柏景灣、272P往葵興站、272X往旺角東站、280X往尖沙咀或286C往長沙灣，回贈首程車資
- 38B往海濱花園、240X往葵興站、249X往青衣站、270B往奧運站、270D往深水埗、270P九龍站、272E往柏景灣、272P往葵興站、272X往旺角東站、280X往尖沙咀、286C往長沙灣、287P往旺角或287X往佐敦 → 286P/286X往九龍，次程車資全免
- 286X往顯徑 → 287X往水泉澳，次程車資全免
- 286X往顯徑 → 38B往碩門邨、240X往黃泥頭、249X往博康、271X往富亨、272E往太和、272P往富亨、272X往大埔中心、280X往穗禾苑、286C往利安或287D往錦英苑，回贈首程車資
- 38B往碩門邨、240X往黃泥頭、249X往博康、271X往富亨、272E往太和、272P往富亨、272X往大埔中心、280X往穗禾苑、286C往利安、287D往錦英苑或287X往水泉澳 → 286X往顯徑，次程車資全免

## 使用車輛
在本路線開辦首日，九巴派出其中一部印有2012壬辰龍年廣告車身、配備歐盟五型引擎富豪B9TL低地台雙層巴士（AVBWU16／PJ5187，該車現為224X線掛牌，為兩部2014年九巴甲午馬年生肖巴士之一），及九巴現時僅有五部的配備歐盟五型引擎亞歷山大丹尼士Enviro 500低地台雙層巴士的其中一部行走（同款巴士的ATEE2／RE639，該車現為荔枝角廠後備車），成為不少巴士迷追捕的目標。現時行走本線採用電子牌的巴士上，更以路線目的地及「八號幹線特快 Route 8 Express」交替顯示，以示本線取道八號幹線特快來往沙田及九龍市區。

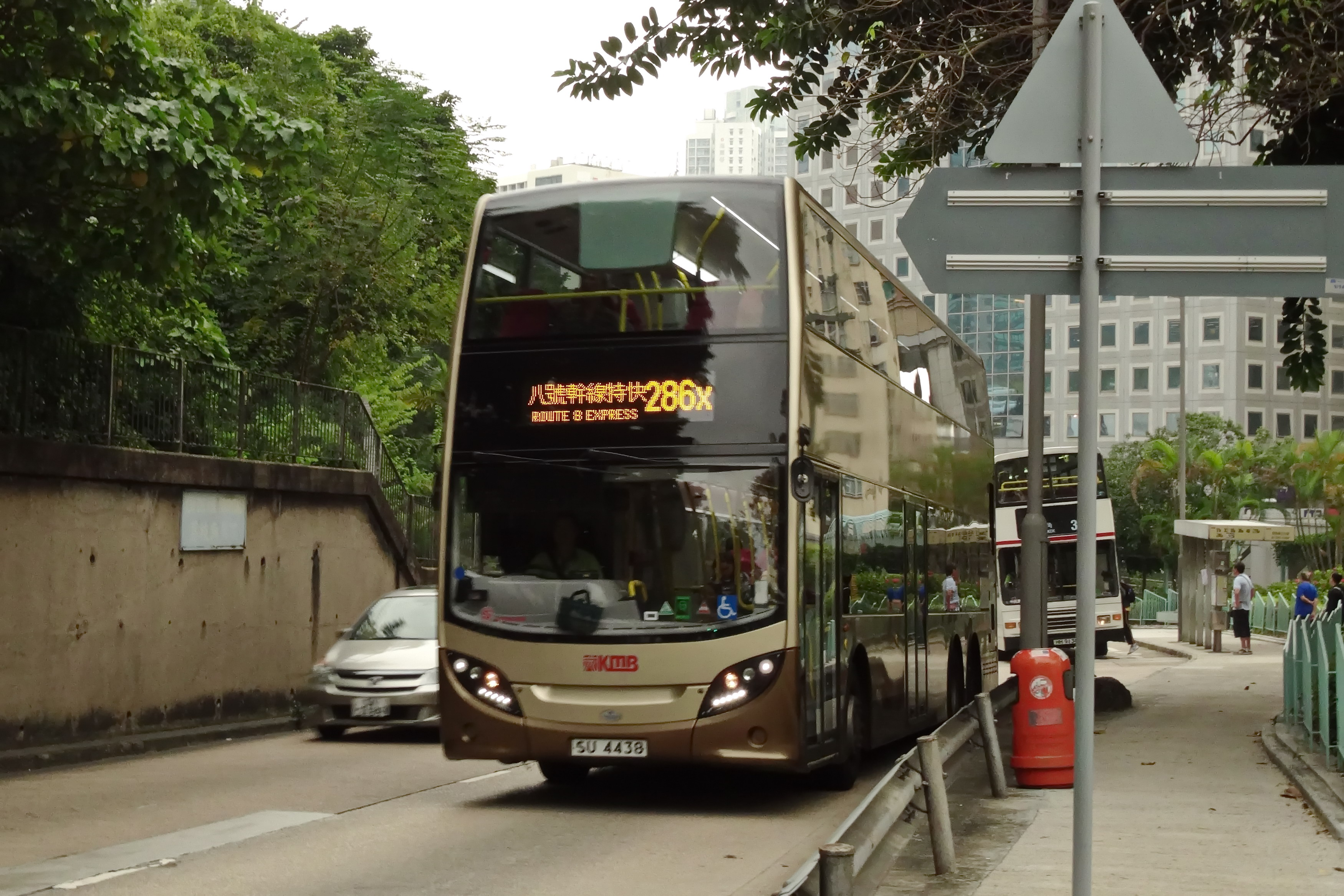
駛經青山道近饒宗頤文化館的九龍巴士286X線亞歷山大丹尼士Enviro 500

本線共獲派8輛亞歷山大丹尼士Enviro 500 MMC 12米（ATENU）雙層空調巴士，均屬沙田車廠。
| 車隊編號  | 車牌   |
| --------- | ------ |
| ATENU901  | TX5684 |
| ATENU1005 | UB9106 |
| ATENU1015 | UC3595 |
| ATENU1017 | UC3820 |
| ATENU1025 | UC4723 |
| ATENU1219 | US 801 |
| ATENU1223 | US3352 |
| ATENU1543 | VR4230 |

## 行車路線
286X

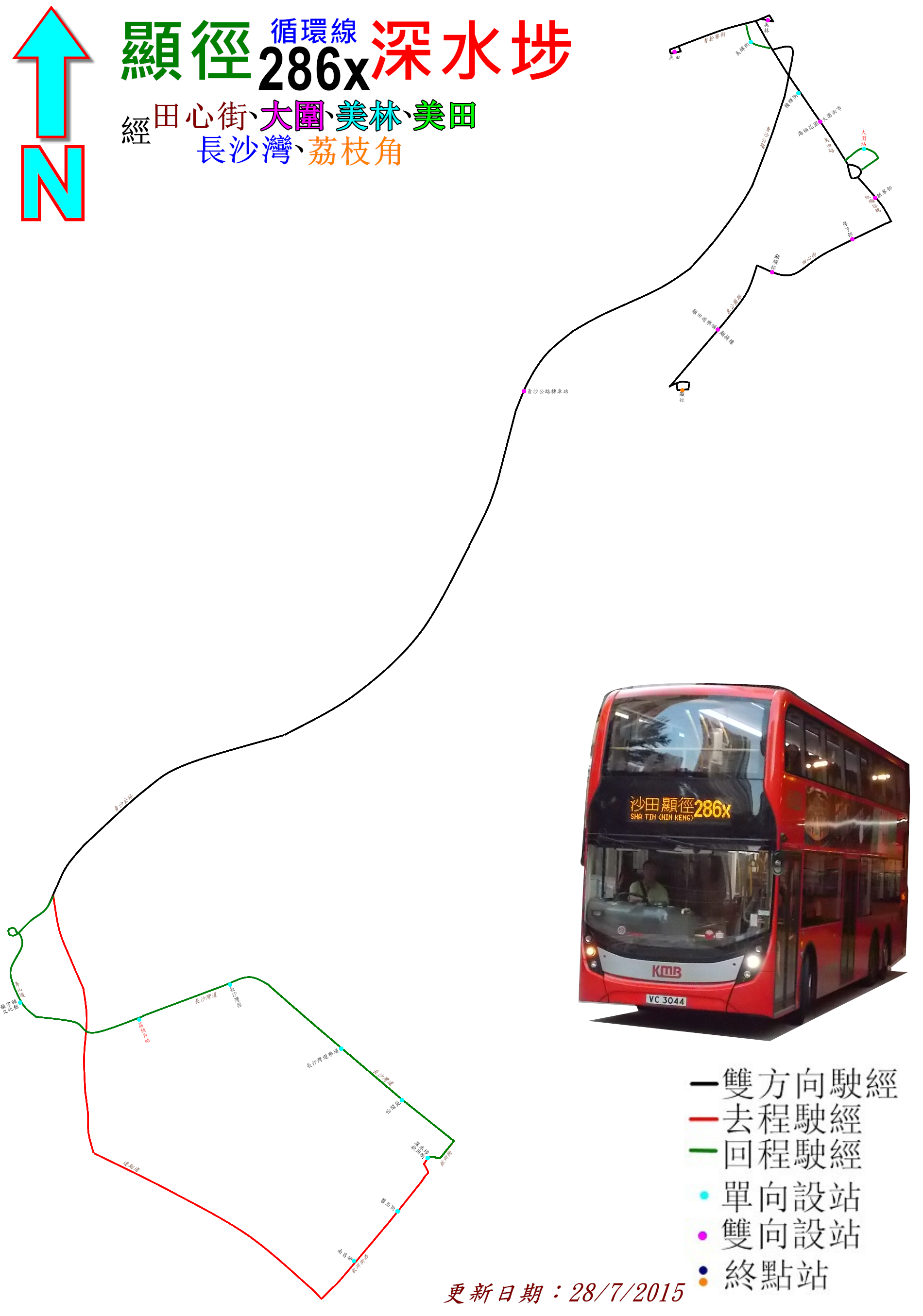
本線的走線圖

經：車公廟路、田心街、紅梅谷路、美田路、美輝街、香粉寮街、美田邨公共運輸交匯處、美田邨通道、香粉寮街、美林邨通道、美林巴士總站、美林邨通道、美田路、青沙公路（大圍隧道、沙田嶺隧道、尖山隧道）、荔寶路、連翔道、欽州街西、欽州街、深水埗（欽州街）巴士總站、欽州街、長沙灣道、青山道、青沙公路（尖山隧道、沙田嶺隧道、大圍隧道）、美輝街、香粉寮街、美田邨公共運輸交匯處、美田邨通道、香粉寮街、美林邨通道、美林巴士總站、美林邨通道、美田路、紅梅谷路、田心街及車公廟路。
星期一至五（星期六、日及公眾假期除外）07:15-08:15由顯徑開出的班次不經斜體字之路段，直接由美田路轉入青沙公路往深水埗。
286X線各班次之具體停站請參考資訊框
286P

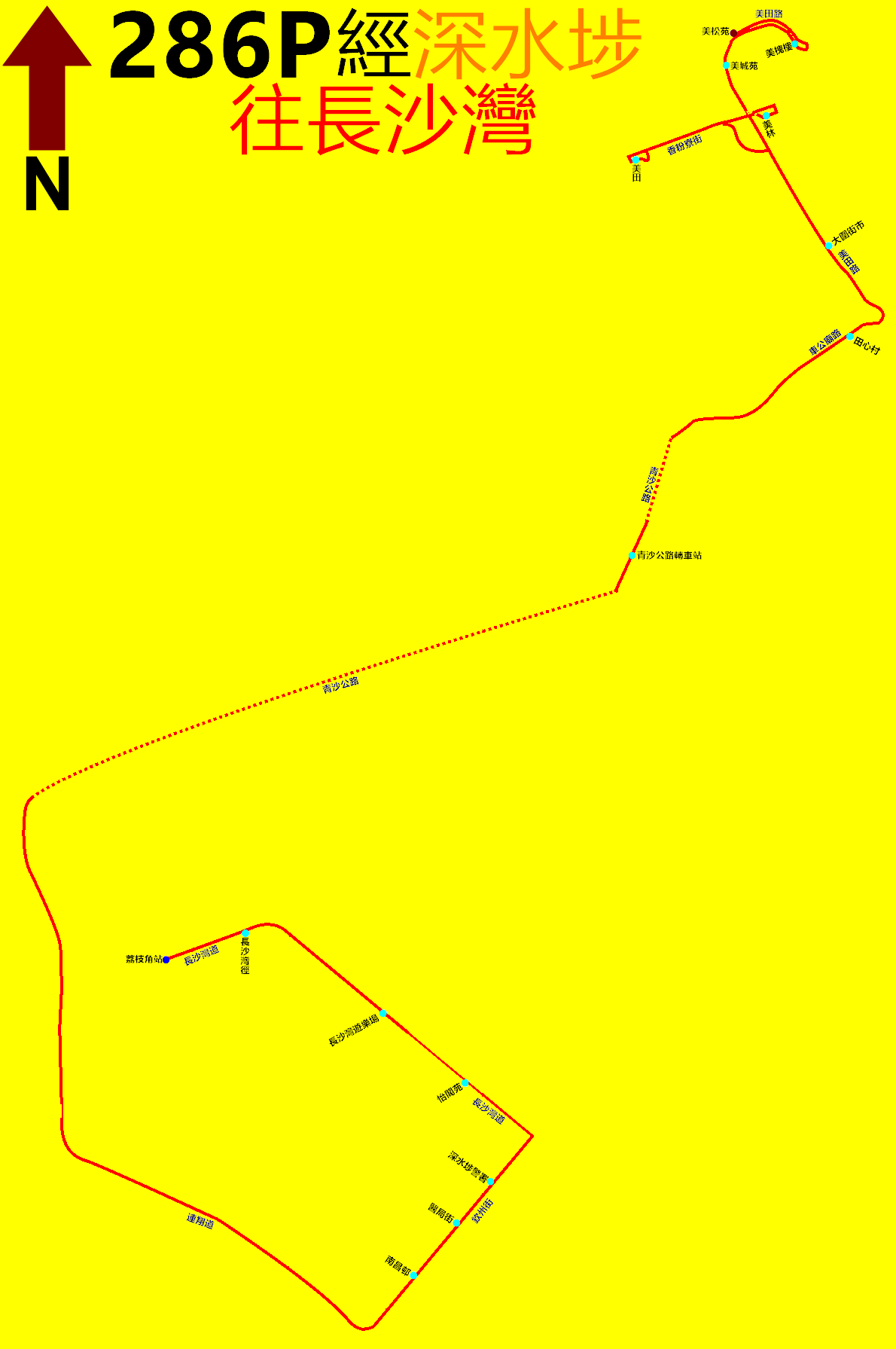
286P線的走線圖

經：美田路（西行）、迴旋處、美田路（東行）、美輝街、香粉寮街、美田邨公共運輸交匯處、美田邨通道、香粉寮街、美林邨通道、美林巴士總站、美林邨通道、美田路、車公廟路、青沙公路（沙田嶺隧道、尖山隧道）、荔寶路、連翔道、欽州街西、欽州街及長沙灣道。
286P線之具體停站請參考資訊框

## 使用狀況
本線提供顯徑邨、大圍來往深水埗及長沙灣的特快服務，比前身86B走線更受歡迎，而本線是首條全日行走青沙公路（長沙灣至沙田段）的專利巴士路線。
根據歷年巴士路線計劃及相關文件中的資料顯示，此路線載客率如下：
- 2014年：最繁忙的一小時平均載客率為72%；而非繁忙時段的平均載客率為30%。

## 外部連結
- 九巴286X線資料 （页面存档备份，存于）
- 九巴286P線資料 （页面存档备份，存于）
- 香港巴士大典上的相关条目：九巴286X線
- 香港巴士大典上的相关条目：九巴286P線